# Ralph Hutton
Ralph Hutton (Ocean Falls, 6 marzo 1948) è un ex nuotatore canadese.

## Carriera
All'apice della propria carriera vinse la medaglia d'argento nei 400m stile libero alle Olimpiadi di Città del Messico 1968.

## Palmarès
- Giochi Olimpici

Città del Messico 1968: argento nei 400m stile libero.
- Giochi Panamericani

San Paolo 1963: argento nella 4x200m stile libero e bronzo nei 1500m stile libero.
Winniepeg 1967: oro nei 200m dorso, argento nei 200m, 400m, 1500m stile libero e nelle staffette 4x100m e 4x200m stile libero.
Cali 1971: bronzo nei 200m e 400m stile libero e nella staffetta 4x200m stile libero.